# Zontik dlja novobratjnykh
Zontik dlja novobratjnykh (russisk: Зонтик для новобрачных) er en sovjetisk spillefilm fra 1986 af Rodion Nakhapetov.

## Medvirkende
- Aleksej Batalov som Dmitrij Pavlovitj Kraskov
- Nijole Ozelyte som Vera
- Vera Glagoleva som Zoja
- Nikita Mikhajlovskij som Tolja
- Vjatjeslav Jezepov som Jurij